# Ekbatana
Ekbatana (staroperzijsko Haŋgmatana, Agámtanu (med vladanjem Nabonidija) in Agamatanu (Behistunski napis), grško Ἀγβάτανα [Agbátana] (Ajshil in Herodot), povsod drugod Ἐκβάτανα [Ekbátana], latinsko Ecbatana), antično medijsko in perzijsko mesto, sedanji Hamadan v Iranu. Omenjena je tudi v Tori (Ezra 6.2) kot Aẖmeta (אַחְמְתָא). Mesto je bilo do leta 549 pr. n. št., ko ga je osvojil perzijski vladar Kir Veliki, prestolnica Medijskega kraljestva. Beseda ekbatana pomeni zbirališče.
V perzijskem obdobju je bila Ekbatana poletna rezidenca perzijskih vladarjev. Kasneje je postala prestolnica partskih kraljev in njihova glavna kovnica, v kateri so kovali drahme, tetradrahme in bronaste novce različnih nazivnih vrednosti.  
Leta 330 pr. n. št. so v Ekbatani na ukaz Aleksandra Velikega ubili makedonskega grškega  generala Parmeniona. 
Ekbatane v Iranu se ne sme zamenjavati z Ekbatano (Hamath) v Siriji, kjer je, po Herodotu, umrl perzijski vladar Kambiz II..

## Zgodovina

### Medija
Starogrški viri pišejo, da je bila Ekbatana prestolnica Medije. Graditev mesta pripisujejo kralju Dejoku (klinopisno Daiukku), ki je okoli mesta zgradil sedem koncentričnih obzidij v različnih barvah.
Grški zgodovinar Herodot je v 5. stoletju pr. n. št. o Ekbatani zapisal:

Medijci so zgradili mesto Ekbatano z močnim obzidjem velikih razsežnosti, ki v krogih obdaja mesto. Palača je zgrajena tako, da vsak zid s prsobranom nadkriva prejšnjega. Okolica ima obliko položnega griča, kateremu je prilagojena razporeditev obrambnih zgradb, čeprav je njihov položaj večinoma plod človeške spretnosti. Mesto ima sedem obrambnih obzidij. V zadnjem in najmanjšem sta kraljeva palača in zakladnica. Zunanje obzidje je enako veliko kot tisto v Atenah. Na tem obzidju so prsobrani bele barve, na naslednjem črne, na tretjem rdeče, na četrtem modre in na petem oranžne barve. Zadna dva prsobrana sta srebrne in zlate barve. Vse omenjene utrdbe so bile zgrajene za Dejoka in obrambo njegove palače.

Zgodovinar Polibij opisuje samo veličastne utrdbe, dolge 1300 m, ki so obdajale mesto, mesta samega pa ne, vendar trdi, da je najbogatejše in najlepše mesto na svetu. Danes se domneva, da je omenjenih sedem obzidij pravzaprav tvorilo stopničast zigurat.
Med arheološkimi raziskavami Ekbatane in griča Hagmatana so odkrili bolj malo predmetov iz medijskega obdobja. Najdbe iz partskega obdobja so številnejše in bolj bogate. 
Zanimivo je, da Ekbatana v asirski zapisih sploh ni omenjena. Nekateri zgodovinarji trdijo, da je naziv Sagbira ali Sagbat v asirskih zapisih starejša oblika naziva Ekbatana ali Hagmatana, ki se pojavlja v kasnejših grških in ahemenidskih virih.
Sir Henry Rawlinson je poskušal dokazati, da je obstajala tudi druga in starejša Ekbatana v Mediji Atropateni pri sedanjem Takht-i-Suleimanu v Azerbajdžanu. Klinopisi  govorijo o eni sami Ekbatani,  mesto Takht-i Suleiman pa se v antiki omenja kot Ganzak ali Gazaka. 

### Perzijsko cesarstvo
Ekbatana je med vladanjem perzijskih Ahemenidov sredi 6 stoletja pr. n. št. postala njihova poletna rezidenca.  Mesto je po perzijski vstaji leta 550 pr. n. št. osvojil Kir Veliki in ga priključil k Perzijskemu cesarstvu. Artakserks II. je dal v mestu zgraditi veliko teraso s številnimi stebri.

### Partsko cesarstvo
V Partskem cesarstvu (247 pr. n. št. – 224) je bila Ekbatana, poleg Ktezifona in Suse, eno od glavnih mest cesarstva. V Ekbatani je bila ena od partskih kovnic denarja, v kateri so kovali bronasti dram, ki je bil v antiki tudi utežna enota. V okolici mesta so našli številne najdbe iz tega obdobja.

### Moderno obdobje
Na področju Ekbatane stoji sodobno iransko mesto Hamadan, ki je imelo po popisu prebivalstva leta 2005 505.284 prebivalcev. 